# Matt Damon
Matthew Paige Damon (Cambridge, Massachusetts, 8 d'octubre de 1970) és un actor i guionista estatunidenc. Guanyador de l'Oscar al millor guió original per Good Will Hunting i nominat al millor actor pel mateix paper.

## Biografia
Els seus pares es divorcien quan té dos anys. Amb el seu germà Kyle, creix llavors a Boston, educat per la seva mare mestra i especialista en educació de nens. El seu pare és fiscal. Adolescent, segueix cursos de teatre i, després d'estudis literaris a la Universitat Harvard, Matt Damon té el primer èxit amb l'obra The Speed of Darkness de Steve Tesich. Es casa a Nova York el 9 de desembre del 2005 amb Luciana Bozan, cambrera, que ja tenia una noia nascuda el 1998. Luciana dona a llum Isabella l'11 de juny del 2006 i Gia Zavala el 20 d'agost del 2008.
El 2009, Matt Damon va crear una associació sense ànim de lucre, Water.org, l'objectiu de la qual és de desenvolupar l'accés a l'aigua a l'Àfrica.
Al començament, en Matt va fer de figurant abans de fer papers secundaris: el 1988 amb Mystic Pizza de Donald Petrie, al costat de Julia Roberts i amb Geronimo de Walter Hill. El 1996, surt a Courage Under Fire d'Edward Zwick amb Meg Ryan.
Com que no troba el gran paper que el farà ser una estrella, decideix escriure ell mateix el paper que tant somia. Per fer-ho, crida al seu amic de sempre Ben Affleck. Comença llavors a escriure un guió que explica la història d'un geni que viu als barris pobres de Boston. Mentrestant, Francis Ford Coppola el crida per fer el paper d'un jove advocat idealista a la pel·lícula The Rainmaker de 1997. Els estudis Miramax compren el guió escrit per Affleck i Damon. La pel·lícula Good Will Hunting (1997), és dirigida per Gus Van Sant i guanya molts premis, entre els quals l'Oscar al millor guió original i l'Ós de Plata a Berlín, però sobretot dona als dos joves actors un estatus d'estrelles.
Després del rodatge de Will Hunting, l'actor està molt sol·licitat; Steven Spielberg li proposa fer de soldat Ryan a Saving Private Ryan (1998), després fa el paper de Tom Ripley a L'enginyós senyor Ripley (Anthony Minghella 1999). Segueix amb Rounders de John Dahl (1999) després Dogma del seu amic Kevin Smith (1999).
Vol alternar comèdies, drames, grans produccions i pel·lícules independents. A l'edat de deu anys, coneix Ben Affleck, tots els dos fills de divorciats i vivint a Boston. Aviat es fan amics. Es fa també amic de Gus Van Sant. El 2000, fa una aparició a A la recerca d'en Forrester. Dos anys més tard, el 2002, fa Gerry, que conta la història de dos homes perduts a la Vall de la Mort. La pel·lícula, quasi experimental, és escrita per Damon i Casey Affleck, el germà de Ben. Matt Damon és amic dels dos germans Affleck, però també són companys de feina. El seu estatus d'actors estrella els permet promoure els joves talents fent concursos de guionistes i produint joves directors.
Matt Damon retroba Casey Affleck a l'escena de Londres a This Is Our Youth, després el 2001 a Ocean's Eleven, i marca així la seva entrada al cercle de Steven Soderbergh i de George Clooney. Apareix (una picada d'ull) amb Brad Pitt a la primera realització de George Clooney, Confessions of a Dangerous Mind (2002), després retroba els dos còmplices el 2004 a Ocean's Twelve i el 2007 a Ocean's Thirteen. El 2004, segueix la col·laboració perquè amb Clooney fa Syriana de Stephen Gaghan, i torna a ser dirigit per Soderbergh a The Informant.
El 2002, Matt Damon és per primera vegada protagonista d'una pel·lícula d'acció. Fa de Jason Bourne a The Bourne Identity, adaptació de la novel·la homònima de Robert Ludlum. La recaptació és molt bona, i dos anys després, el 2004 es fa una continuació: The Bourne Supremacy. Aquest «estat de gràcia» li permet fer molts projectes. Així, el 2004, roda no només amb Soderbergh, sinó també és dirigit per Terry Gilliam en un conte fantàstic The Brothers Grimm i pels Germans Farrelly a la comèdia Stuck On You. Se'l veu com a policia de Boston el 2006, dirigit per primera vegada per Martin Scorsese amb Jack Nicholson, Leonardo DiCaprio, Mark Wahlberg, Alec Baldwin i Vera Farmiga a The Departed.
El 2007, actua a L'ultimàtum de Bourne que clou momentàniament la trilogia. És també el protagonista de The Good Shepherd, al costat d'Angelina Jolie i Robert De Niro. El 2009, es torna a trobar amb Steven Soderbergh per a The Informant, inspirada en fets reals. Hi fa de Mark Whitacre, un informador del FBI a dins d'una companyia agroalimentària. El 2009, a Green zone: Districte protegit, fa el paper de comandant d'una unitat militar a l'Iraq el 2003, encarregada de trobar armes de destrucció massiva, .

## Filmografia
Filmografia:
| Any  | Pel·lícula                                          | Paper                                 | Notes |        |
| ---- | --------------------------------------------------- | ------------------------------------- | --- | ------ |
| 1988 | Mystic Pizza                                        | Steamer                               | |        |
| 1992 | El codi d'honor (School Ties)                       | Charlie Dillon                        | |        |
| 1996 | Dies de glòria (Glory Daze)                         | Edgar Pudwhacker                      | Cameo |        |
| 1996 | Courage Under Fire                                  | Specialist Ilario                     | |        |
| 1997 | Good Will Hunting                                   | Will Hunting                          | Oscar al millor guió original Globus d'Or al millor guió Nominació − Oscar al millor actor Nominació − Globus d'Or al millor actor dramàtic                                             |        |
| 1997 | The Rainmaker                                       | Rudy Baylor                           | |        |
| 1997 | Chasing Amy                                         | Shawn Oran                            | Cameo |        |
| 1998 | Rounders                                            | Mike McDermott                        | |        |
| 1998 | Saving Private Ryan                                 | Soldat James Francis Ryan             | |        |
| 1999 | Dogma                                               | Loki                                  | |        |
| 1999 | L'enginyós senyor Ripley                            | Tom Ripley                            | Nominació − Globus d'Or al millor actor dramàtic |        |
| 2000 | A la recerca d'en Forrester (Finding Forrester)     | Steven Sanderson                      | Cameo |        |
| 2000 | Tots els cavalls bonics (All the Pretty Horses)     | John Grady Cole                       | |        |
| 2000 | The Legend of Bagger Vance                          | Rannulph Junah                        | |        |
| 2000 | Titan A.E.                                          | Cale Tucker                           | Veu |        |
| 2001 | The Majestic                                        | Luke Trimble                          | Veu |        |
| 2001 | Ocean's Eleven                                      | Linus Caldwell                        | |        |
| 2001 | Jay and silent Bob strike back                      | Matt Damon i Will Hunting             | Cameo |        |
| 2002 | Confessions of a Dangerous Mind                     | Matt, solter núm.2                    | Cameo |        |
| 2002 | The Bourne Identity                                 | Jason Bourne                          | |        |
| 2002 | Spirit: el Cavall Indomable                         | Spirit                                | Veu |        |
| 2002 | Gerry                                               | Gerry                                 | Guionista |        |
| 2002 | Una nit perfecta (The Third Wheel)                  | Kevin                                 | |        |
| 2003 | Stuck On You                                        | Bob                                   | |        |
| 2004 | Howard Zinn: You Can't Be Neutral on a Moving Train | Narrador                              | Veu |        |
| 2004 | Ocean's Twelve                                      | Linus Caldwell                        | |        |
| 2004 | The Bourne Supremacy                                | Jason Bourne                          | |        |
| 2004 | Jersey Girl                                         | Executiu de Relacions Públiques núm.2 | Cameo |        |
| 2004 | Eurotrip                                            | Donny                                 | Cameo |        |
| 2005 | Syriana                                             | Bryan Woodman                         | |        |
| 2005 | El secret dels germans Grimm (The Brothers Grimm)   | Will Grimm                            | |        |
| 2006 | Infiltrats (The Departed)                           | Colin Sullivan                        | |        |
| 2006 | El bon pastor (The Good Shepherd)                   | Edward Wilson                         | |        |
| 2007 | Ocean's Thirteen                                    | Linus Caldwell                        | |        |
| 2007 | L'ultimàtum de Bourne (The Bourne Ultimatum)        | Jason Bourne                          | |        |
| 2007 | Youth Without Youth                                 | Ted Jones                             | Cameo |        |
| 2008 | Che: Guerrilla                                      | Fr.Schwartz                           | |        |
| 2009 | Invictus                                            | François Pienaar                      | Nominat − Globus d'Or al millor actor secundari Nominat − Oscar al millor actor secundari                                                                                               |        |
| 2009 | El confident (The Informant)                        | Mark Whitacre                         | Nominat − Globus d'Or al millor actor musical o còmic |        |
| 2010 | Green zone: Districte protegit                      | Miller                                | |        |
| 2010 | Més enllà de la vida                                | George                                | |        |
| 2010 | True Grit                                           | La Boeuf                              | |        |
| 2011 | The Adjustment Bureau                               | David Norris                          | |        |
| 2011 | Contagion                                           | Thomas Emhoff                         | |        |
| 2011 | Margaret                                            | Sr. Aaron                             | |        |
| 2011 | We Bought a Zoo                                     | Benjamin Mee                          | |        |
| 2012 | Promised Land                                       | Steve Butler                          | |        |
| 2013 | Elysium                                             | Max                                   | |        |
| 2013 | Behind the Candelabra                               | Scott Thorson                         | Telefilm Nominació − Globus d'Or al millor actor en minisèrie o telefilm Nominació − Primetime Emmy al millor actor en minisèrie o telefilm Nominació − BAFTA al millor actor secundari |        |
| 2013 | The Zero Theorem                                    | Gestor                                | |        |
| 2014 | The Monuments Men                                   | James Granger                         | |        |
| 2014 | Interstellar                                        | Mann                                  | |        |
| 2015 | The Martian                                         | Mark                                  | |        |
| 2016 | Jason Bourne                                        | Jason Bourne                          | |        |
| 2016 | The Great Wall                                      | William Garin                         | | [ 8 ]  |
| 2017 | Bending the Arc                                     | —                                     | Documental Productor executiu | [ 9 ]  |
| 2017 | Downsizing                                          | Paul Safranek                         | | [ 10 ] |
| 2017 | Suburbicon                                          | Gardner Lodge                         | | [ 11 ] |
| 2017 | Thor: Ragnarok                                      | Loki actor                            | Cameo No acreditat | [ 12 ] |
| 2018 | Unsane                                              | Detectiu Ferguson                     | Cameo | [ 13 ] |
| 2018 | Deadpool 2                                          | Redneck #1                            | Cameo Acreditat com "Dickie Greenleaf" | [ 14 ] |
| 2019 | Ford v Ferrari                                      | Carroll Shelby                        | | [ 15 ] |
| 2019 | Jay and Silent Bob Reboot                           | Loki                                  | Cameo Post-producció |        |
| 2020 | Pel·lícula sense títol de Tom McCarthy              |                                       | Filmant | [ 16 ] |
| 2022 | Thor: Love and Thunder                              |                                       | |        |